# Guru Arjan Dev

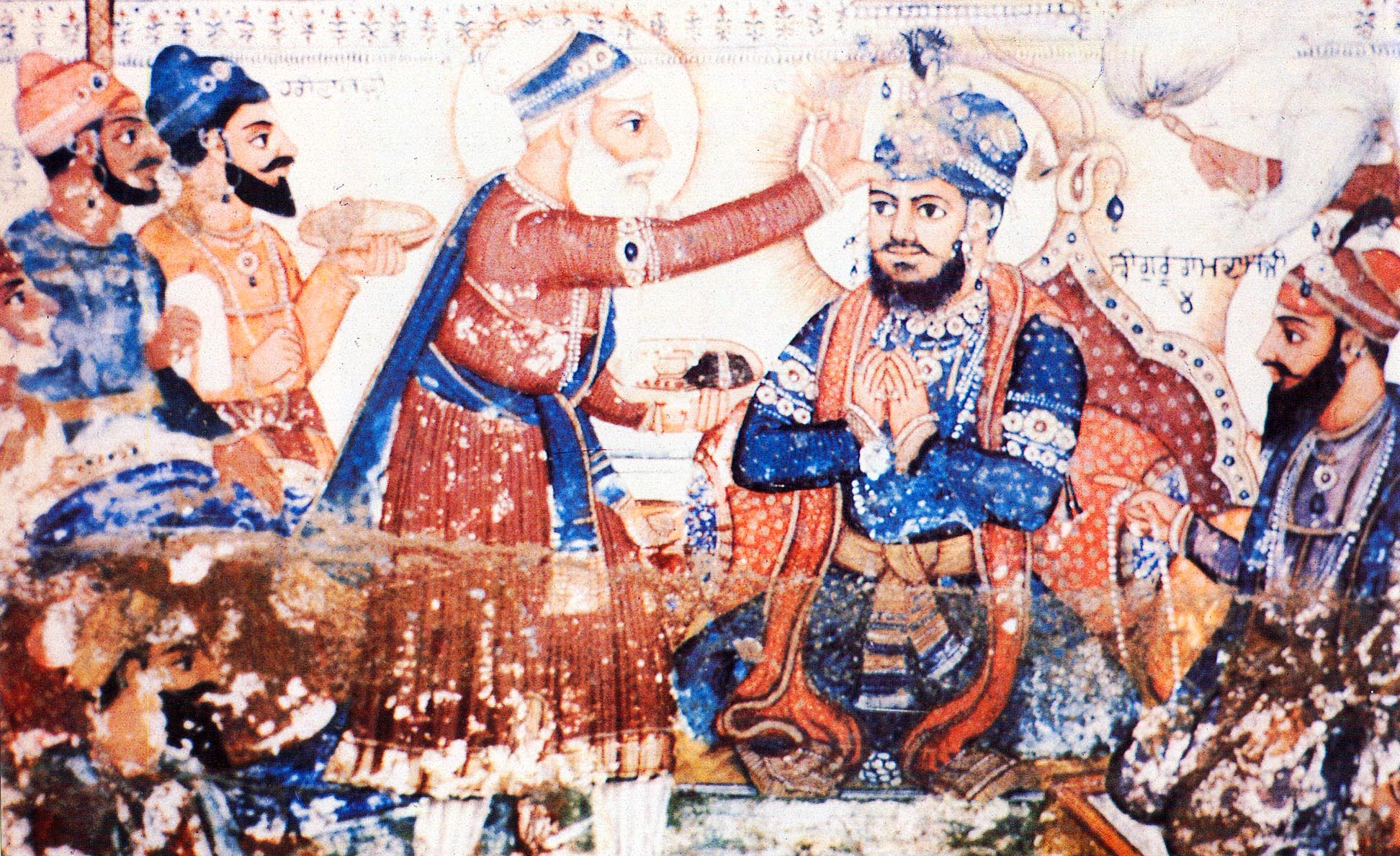
Arjan Dev blir den femte gurun.

Guru Arjan Dev (Arjun Dev), född 15 april 1563, död 30 maj 1606, sikhiskt religiöst överhuvud (guru), var den som lät lägga grundstenen till det Gyllene Templet i Amritsar. 
Templet är sikhernas viktigaste helgedom, och heter egentligen Harimandir, vilket betyder Guds tempel. Guru Arjun sammanställde också sikhernas heliga skrift, Granth Sahib, av de hymner som komponerats av de föregående gururna, av egna tillägg och av en del texter som var skrivna av muslimska och hinduiska helgon.